# Словацкий сельскохозяйственный университет в городе Нитра
Словацкий сельскохозяйственный университет в городе Нитра (Slovenská poľnohospodárska univerzita v Nitre) высшее учебное заведение по типу университета.

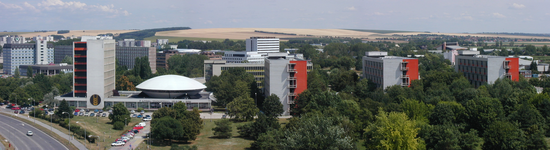
Панорама комплекса университета

## История
В 1946 Словацкий Национальный Совет основал на базе лесотехнического факультета в Словацком технологическом университете Братиславы  самостоятельное учебное заведение – Высшая школа сельскохозяйственной и лесной инженерии в Кошице, которую в 1952 в рамках реорганизации решено было разделить согласно факультетам на два самостоятельных заведения – Сельскохозяйственная высшая школа в Нитре и Высшая школа лесничества и деревообработки в Зволене.
Сельскохозяйственная высшая школа в Нитре начала деятельность двумя факультетами – растениеводство и животноводство. После два факультета объединились в Агрономический, но в то же время появился Экономический факультет. С развитием сельскохозяйственной техники и её применения появился новый предмет для изучения Техника в сельском хозяйстве (1962). Далее, в 1969, был организован факультет механики, который с 2009 получил название Технический факультет.
В 1995 появился факультет садоводства и ландшафтного дизайна, в 2003 с разделением Агрономического факультета появились два самостоятельных факультета Агробиологии и продовольственных ресурсов и Биотехнологии и пищевой промышленности.
Самый новый Факультет европейских исследований и регионального развития работает с 2004 года.
Решением министра Словацкой республики от 10 декабря 2009 университет вошел в систему словацких высших учебных заведений. Университет премирован знаком качества ECTS Label на 2013 – 2016 гг.

## Специализация университета
Словацкий сельскохозяйственный университет города Нитра основной своей целью определяет предоставление высшего образования на всех этапах и формах. Образовательный процесс построен на основе научных знаний одной из приоритетных задач в области сельского хозяйства и смежных областях знаний, но и в более широком тематическом контексте социальных наук. Частью работы является формирование и строительство творческих и научных исследований. На основании вышеуказанных задач университет определяет свою уникальную позицию, национальный статус. Его миссия заключается в обеспечении образования, научных исследований и консультаций с тем, чтобы производить и передавать знания для развития сельского хозяйства, пищевой и смежных отраслей, развития сельских районов и регионального развития Словакии в общей связи с международным сообществом.

## Возможности образования
Университет и его факультеты обеспечивают высшее образование в аккредитованных учебных дисциплинах и программах на трех этапах образования: бакалавр, специалист и доктор.
Также университет предоставляет возможность постоянного образования в рамках программы Университет третьего поколения.

## Факультеты
- Факультет aгробиологии и продовольственных ресурсов
- Факультет биотехнологии и пищевой промышленности
- Факультет экономики и менеджмента
- Технический факультет
- Факультет садоводства и ландшафтного дизайна
- Факультет европейских исследований и региональногo развития